# Sestra encausta
Sestra encausta är en fjärilsart som beskrevs av Edward Meyrick 1883. Sestra encausta ingår i släktet Sestra och familjen mätare. Inga underarter finns listade i Catalogue of Life.